# Plevnagården

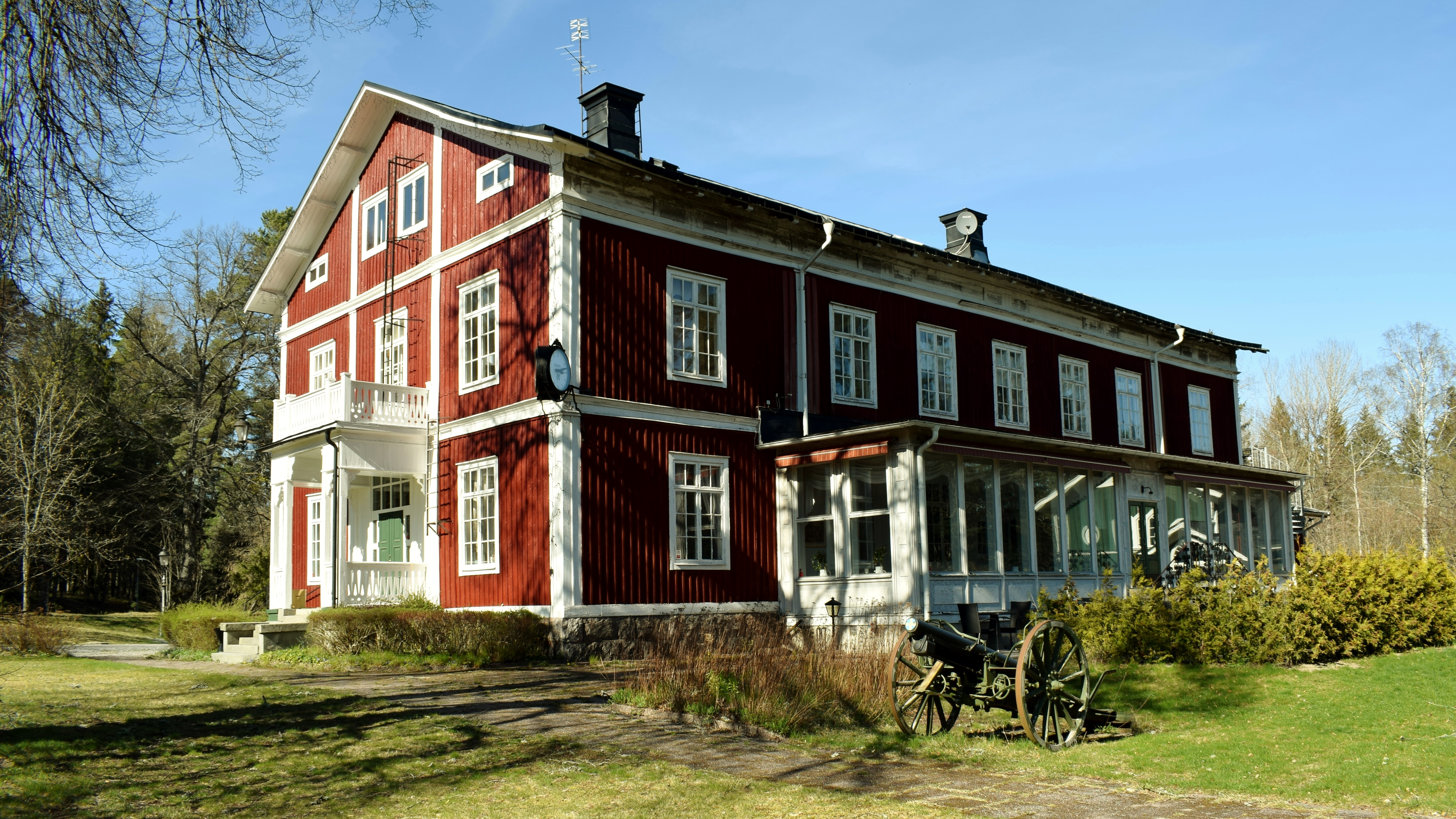
Plevnagården i Malmköping.

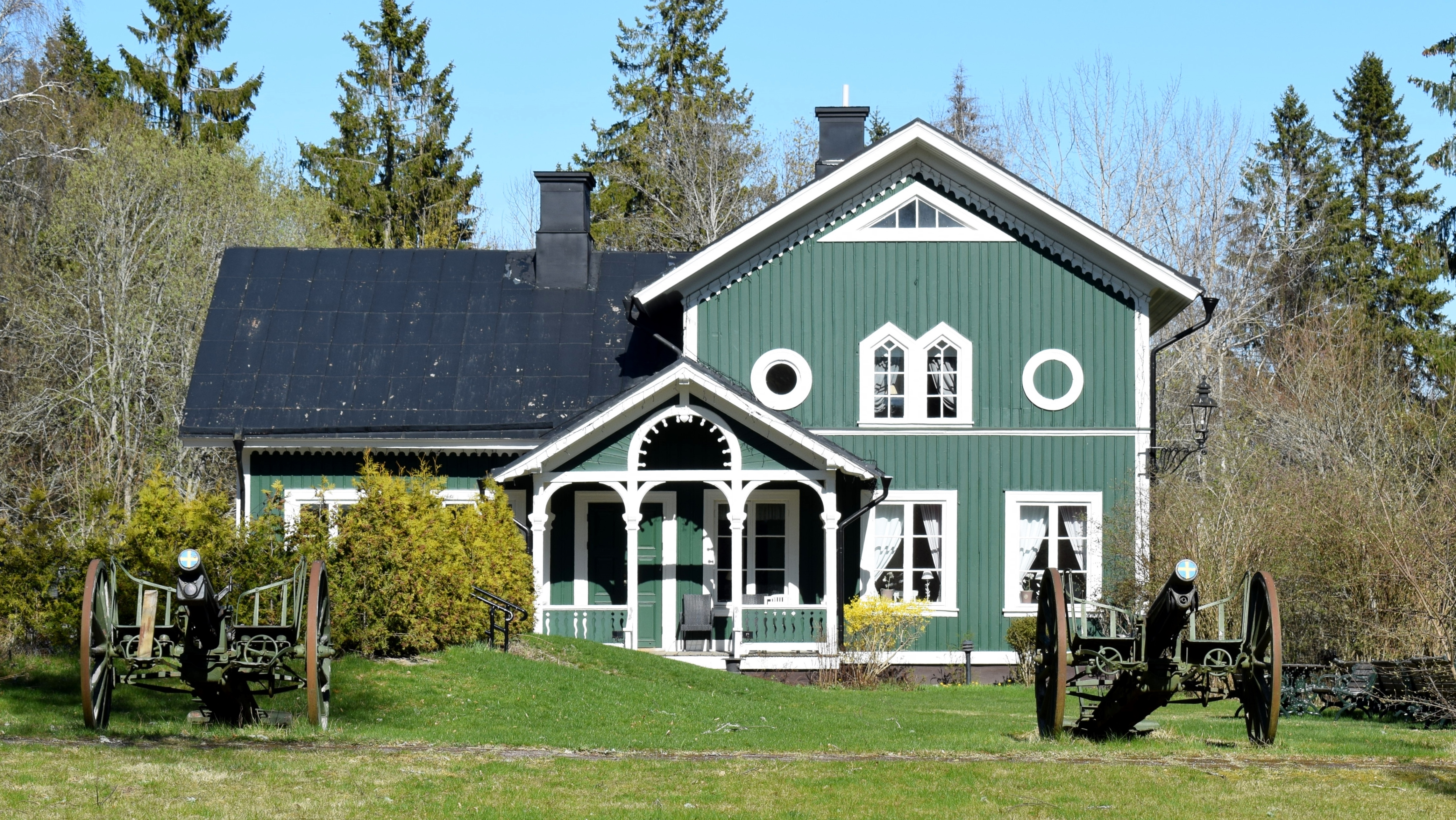
Ett 1700-tals hus vid Plevnagården flyttat från Sparreholm, där det ägdes och drevs som pensionat av Greta Garbos faster i Sparreholm.

Plevnagården i Malmköping uppfördes 1886 som Sveriges första militärsjukhus, när Södermanlands regemente var förlagt i orten. När regementet 1921 flyttade till Strängnäs, blev Plevnagården seminarium för småskolelärarinnor. Sedan 1980 drivs Plevnagården som hotell och konferensanläggning med hotell och restaurang. Vid Plevnagården står även ett hus från 1700-talet, vilket är flyttat från Sparreholm. I Sparreholm ägdes och drevs det som pensionat av Greta Garbos faster. Där Greta Garbo övernattade när hon kom på besök till Sverige.